# Sønderhodagen
|  | Denne artikel er oprettet af botten Steenthbot ud fra en ekstern database. Den kan derfor have sproglige fejl eller mangler. Denne skabelon kan fjernes efter kontrol af indholdet. |

Sønderhodagen er en dansk dokumentarfilm fra 2014 instrueret af Line Grevang.

## Handling
Filmen handler om Sønderhodag på Fanø, der har været afholdt siden 1928 af Fonden Gamle Sønderho, med det formål at fejre og fremvise stedets bryllupstraditioner fra søfartstiden. Centralt på dagen er brudekronerne, og filmen følger tre unge par i sommeren 2013, der iklæder sig de lokale brudedragter og opfører bryllupstraditionerne for lokale og turister. Igennem to interviews, et med en lokal kunstner, der fortæller om arbejdet med at lave nye brudekroner til Sønderho i 2011, og et andet med Fondens formand, der giver indblik i den betydning Sønderhodag har for arbejdet med at bevare de lokale traditioner, går filmen tæt på forskellige tilgange til at bevare den lokale kulturarv fra søfartstiden.